# ТЭФИ-Летопись Победы
Фильмы:
- 2017 — «Дорога на Берлин»
- 2019 — «Собибор»
- 2020 — «Семь пар нечистых»
- 2021 — «Подольские курсанты»

Сериалы:
- 2019 — «Топор»
- 2020 — «Зорге»
- 2021 — «Чёрное море»

«ТЭФИ-Летопись Победы» — проводимый в 2017, 2019, 2020 и 2021 годах в рамках российской национальной телевизионной премии ТЭФИ конкурс тепловизионных работ, посвященных Великой Отечественной войне, с целью сохранения памяти о её героях, поощерения работ на эту тему.
Организован Академией Российского телевидения при поддержке Фонда президентских грантов. Президент конкурса — Игорь Угольников.
Впервые проведён в 2017 году как «ТЭФИ — Бессмертный полк», выделенный из программы национальной телевизионной премии в отдельный блок.
В отличие от главной премии на «ТЭФИ — Летопись Победы» призом является не статуэтка бронзовый «Орфей», а статуэтки, придуманные дизайнером Сергеем Шановичем, — стилизованная стопка бобин с кинолентами.
В 2017 году в конкурсе было 7 номинаций: «Телевизионный художественный фильм/сериал», «Режиссер телевизионного фильма/ сериала», «Оператор телевизионного фильма/сериала», «Телевизионный документальный фильм», «Телевизионный короткометражный фильм», «Информационный сюжет», «Репортер», также была заявлена номинация «Телевизионный анимационный фильм», однако в ней не были представлены работы и в дальнейшем её не стало. В 2019 году первая номинация была разделена на «Телевизионный художественный фильм» и «Телевизионный художественный сериал», а в 2020 году добавились ещё две номинации: «Лучший актёр» и «Лучшая актриса».

## По годам

### 2017
18 мая 2017, награждение победителей прошло в Театре Российской Армии в Москве.
Всего на конкурс поступила 261 работа.
Среди членов жюри — президент Академии Российского телевидения Александр Акопов, телеведущая Екатерина Андреева, сценарист и продюсер Дмитрий Барщевский, народный артист РФ Сергей Гармаш, генеральный директор, председатель Правления Киноконцерна «Мосфильм» Карен Шахназаров и другие.
Победители:
- Художественный фильм/сериал — фильм «Дорога на Берлин» Сергея Попова
  - также в финал вышли фильмы «А зори здесь тихие...» и «Битва за Севастополь»
- Лучший режиссёр — Сергей Мокрицкий за фильм «Битва за Севастополь»
- Лучший оператор — Шандор Беркеши, за фильм «Дорога на Берлин»
- Телевизионный документальный фильм — «Моё детство — эвакуация» Елены Стрельниковой (ВГТРК ГТРК «Оренбург»)
- Телевизионный короткометражный фильм — «Театр войны» посвященый реконструкциям боев на «Линии Сталина» в июне 1941 года. (ВГТРК ГТРК «Псков»)
- Информационный сюжет — «Самолёт времён ВОВ» корреспондента Дмитрия Витова о подвиге экипажа советского самолета Пе-2, найденного в Новгородских болотах («Первый канал»)
- Репортёр — Екатерина Лушникова, «Прямое включение из концлагеря Маутхаузен» («Омская региональная телерадиовещательная компания».)

Источники

### 2019 — I
22 мая 2019 , торжественная церемония награждения победителей прошла в Музее Победы в Москве.
Всего на конкурс поступило более 230 заявок.
В состав жюри вошли: президент Академии Российского телевидения Александр Акопов и члены АРТ: режиссёр Николай Досталь, актёр Фёдор Добронравов, актриса Мария Кожевникова, актриса Анна Банщикова, первый заместитель гендиректора ВГТРК Андрей Кондрашов, директор дирекции историко-публицистических программ, телеканал ОТР Леонид Млечин, телеведущий Владимир Молчанов, телеведущий Кирилл Набутов, телеведущая Екатерина Андреева, сценарист и продюсер Дмитрий Барщевский.
Победители:
- Телевизионный художественный фильм — «Собибор» режиссёра Константина Хабенского («Первый канал»)
  - в финал также вышли: «Холодное танго» режиссёра Павла Чухрая («Россия-1») и «Рай» режиссёра Андрея Кончаловского («Россия-1»)
- Телевизионный художественный сериал: — «Топор» (НТВ)
  - в финал также вышли: сериалы «Комиссарша» («Первый канал») и «Остаться в живых» («Россия-1»)
- Режиссер телевизионного фильма/сериала — разделили Павел Чухрай за фильм «Холодное танго» и Андрей Кончаловский за фильм «Рай»
  - в финал также вышел режиссёр Константин Хабенский за фильм «Собибор»
- Оператор телевизионного фильма/сериала — Александр Симонов, за фильм «Рай»
- Телевизионный документальный фильм — «Берлин 41-го. Долетали сильнейшие» («Первый канал»)
  - в финал также вышли: «Маресьев: продолжение легенды» режиссёра Михаил Барынин телеканала «RT Documentary» и «Русский характер» телеканала «Россия — К»
- Телевизионный короткометражный фильм — «#Победаоднанавсех» (ТРК «Сургутинтерновости»)
- Информационный сюжет — «Бессмертный полк 2018» («Россия-1»)
- Репортёр — Анна Афанасьева за специальный репортаж «Внуки Победы. Портрет с фронта» («Россия 24»)

Источники

### 2020 — II
24 августа 2020, торжественная церемония награждения победителей прошла в московском театре Et Cetera
Всего на конкурс поступило 219 работ.
В состав жюри вошли: президент Академии Российского телевидения» Александр Акопов и члены АРТ: телеведущая Екатерина Андреева, телеведущая Екатерина Стриженова, телеведущий Кирилл Набутов, сценарист и продюсер Дмитрий Барщевский, кинооператор, президент гильдии кинооператоров России Илья Демин, первый заместитель гендиректора ВГТРК Андрей Кондрашов, директор дирекции историко-публицистических программ телеканала ОТР Леонид Млечин, журналист Владимир Молчанов, актёр Даниил Спиваковский, режиссёры Николай Досталь и Владимир Хотиненко.
Победители:
- Лучший художественный фильм — художественный фильм «Семь пар нечистых» (НТВ)
  - в финал также вышли: фильмы «Три дня до весны» и «Т-34»
- Лучший телевизионный художественный сериал — «Зорге» режиссёра Сергея Гинзбурга («Первый канал»)
  - в финал также вышли: сериалы «СМЕРШ» (РЕН ТВ) и «Чёрные бушлаты» («Первый канал»)
- Лучший режиссёр телевизионного фильма/сериала — Алексей Сидоров, за фильм «Т-34» («Россия 1»)
  - в финал также вышли: Александр Касаткин с военным детективом «Три дня до весны» и Алексей Козлов с военной драмой «Спасти Ленинград»
- Лучшая актриса телефильма/сериала — Ирина Старшенбаум, сыгравшая в фильме «Т-34»
  - в финал также вышли: Екатерина Климова — «По законам военного времени 3» и Виктория Исакова — «Зорге»
- Лучший актёр телефильма/сериала — Александр Панкратов-Черный, за роль в фильме «По законам военного времени 3» («Первый канал»)
  - в финал также вышли: Александр Петров с главной ролью в «Т-34» и Андрей Мерзликин с ролью в фильме «Танки».
- Оператор телевизионного фильма/сериала — Елена Иванова, за фильм «Несокрушимый»
- Телевизионный документальный фильм — «Война и мир Даниила Гранина» («Первый канал»)
- Телевизионный короткометражный фильм — «Параллельные миры одной войны»
- Информационный сюжет — «Берлин. Репортаж к 70-летию открытия Мемориала советским воинам в Трептов-парке»
- Репортёр — Анастасия Тэммо за сюжет «Блокадный дневник Лёши Матвеева» (ГТРК «Славия»)

Источники

### 2021 — III
21 июня 2021, торжественная церемония награждения победителей прошла в московском театре Et Cetera.
В этом году на конкурс поступило 354 работы.
В состав жюри вошли: президент Академии Российского телевидения» Александр Акопов, первый заместитель генерального директора ВГТРК Андрей Кондрашов, журналист Владимир Молчанов, креативный директор мультимедийного сервиса Okko Кирилл Смирнов, актёр Егор Бероев, актриса театра и кино Екатерина Климова.
Победители:
- Телевизионный художественный фильм — «Подольские курсанты» режиссёра Вадима Шмелёва
- Телевизионный художественный сериал — «Чёрное море» режиссёра Сергея Щербина («Россия-1»)
- Режиссер телевизионного фильма/сериала — Алексей Федорченко, за фильм «Война Анны» («Первый канал»)
- Оператор телевизионного фильма/сериала — Михаил Агранович, «Сестренка» («Россия — К»)
- Лучший актёр телефильма/сериала — Александр Михайлов, за роль в сериале «Сто дней свободы» («Победа»)
- Лучшая актриса телефильма/сериала — Дарья Урсуляк, за роль в фильме «Солдатик»
- Телевизионный документальный фильм — «Ржев. Прививка от войны» режиссёра Алексея Никулина («Моя планета»)
- Телевизионный короткометражный фильм — «Память. По следам Холокоста» («Россия — К»)
- Информационный сюжет — «Образы Победы» о плакатах военных лет, корреспондента Ольги Паутовой («Первый канал»)
- Репортёр — Екатерина Юрганова, «Рассказы о войне. Пять цветов. Николай Полецкий. Красный» (телеканал «Десятка» города Новокузнецка)

Источники